# Seven Fingered Jack
Il Seven Fingered Jack è una montagna nelle North Cascades compresa nello stato del Washington, USA. Si trova all'estremità nord dei monti Entiat, una sezione minore della catena delle Cascate. Tale montagna rientra in un gruppo di tre cime chiamato circo di Entiat che include altresì il Maude e il Fernow. 
Il Seven Fingered Jack si trova circa 6,4 km a sud di Holden, una località che ospitava in passato la principale miniera di rame del Washington. La vetta si trova compresa altresì nella riserva integrale di Glacier Peak e nella foresta nazionale di Wenatchee.

## Descrizione
Le fonti differiscono con riferimento all'altezza del Seven Fingered Jack: peakbagger.com riporta 2800 m, mentre peakware.com indica 2 767 m e la United States Geological Survey (USGS) 2 750 m nel suo database intitolato Geographic Names Information System.
Il dato finale varia probabilmente in base a differenti metodi di misurazione. 
Il Seven Fingered Jack è la dodicesima vetta più alta del Washington secondo peakbagger.com, mentre la quattordicesima per peakware.com.
Il Seven Fingered Jack è la seconda più alta e quella a metà delle tre cime del circo di Entiat, con le altre due che sono il monte Maude e  il Fernow: tutte e tre superano i 2 700 m. Insieme formano un'alta cresta curva da cui le sorgenti del fiume Entiat scorrono verso est. 
Vi sono alcuni ghiacciai sul Seven Fingered Jack e sui suoi vicini, incluso l'ammasso di neve ghiacciata di nome Entiat. 
I torrenti che scorrono dai lati est e sud della montagna accedono a Spider Meadows, attraverso il quale si snoda il torrente Phelps, un affluente del fiume Chiwawa, il quale a sua volta procede a sud fino al fiume Wenatchee. 
Così, il Seven Fingered Jack si trova al confine tra i bacini di drenaggio dei fiumi Entiat e Wenatchee, entrambi affluenti del Columbia.

## Storia
Il Seven Fingered Jack una volta era chiamato Entiat Needles, per via delle caratteristiche cime di granito scoscese. 
La denominazione attuale si deve ad Albert H. Sylvester, che ha servito come topografo per l'USGS e poi, dal 1908 al 1931, con il Servizio forestale come supervisore della zona protetta di Wenatchee.
Nel corso della sua carriera, egli risultò responsabile della designazione di oltre 3 000 nomi nella regione.